# Zoneamento da cidade de São Paulo

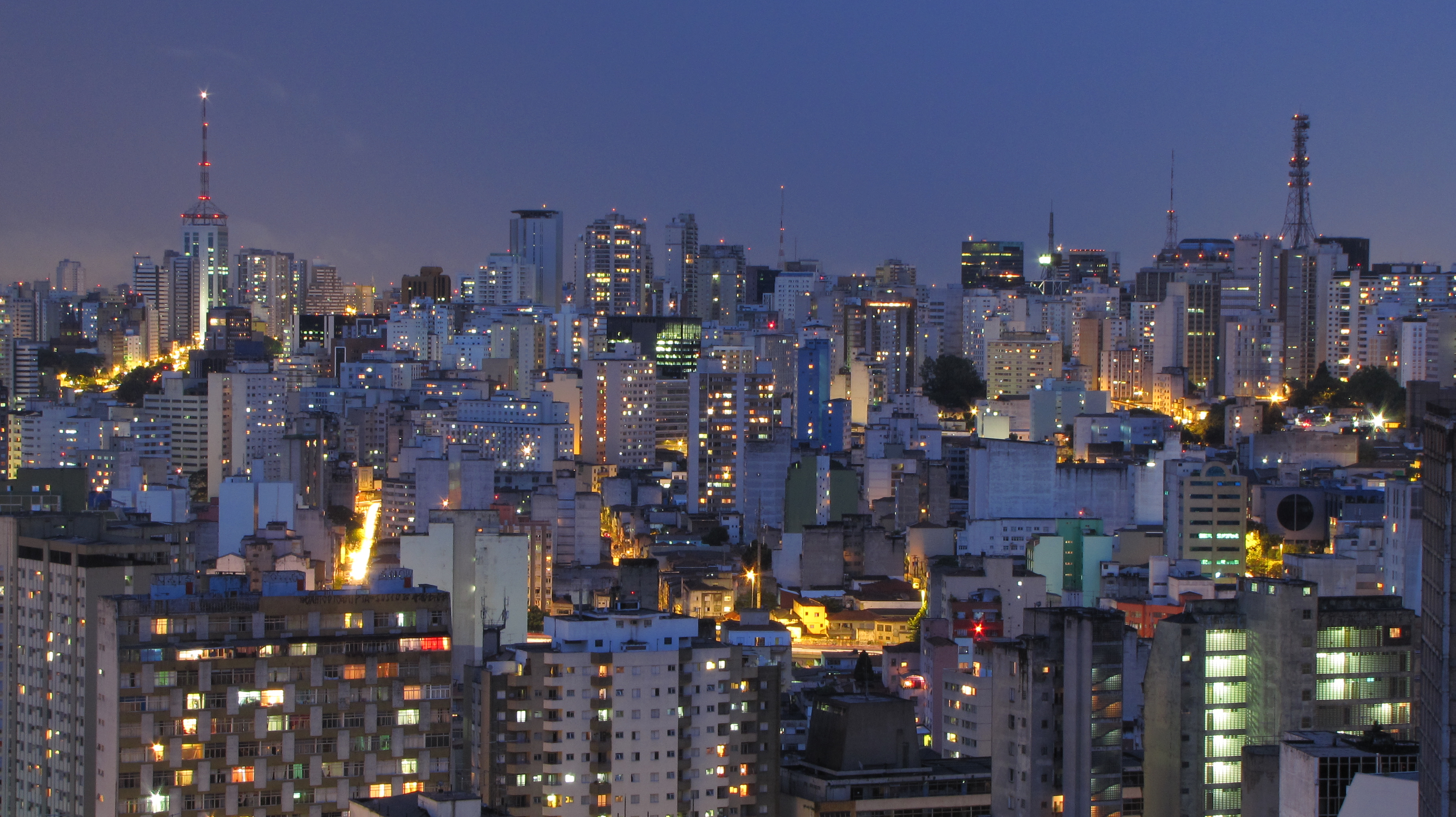
O distrito de Bela Vista, constitui uma Z10, de uso predominantemente residencial de alta densidade.

O zoneamento da cidade de São Paulo é uma forma de regulamentar a ocupação da cidade, o primeiro deles ocorreu em 1934. Era o Ato nº 663, de 10 de agosto, que consolidava Legislação de Zoneamento da cidade e código de obras. Permaneceu quatro décadas vigente, disciplinava o uso e ocupação do solo parcial do município. Foi substituída na década de 1970 pelo Plano Diretor de Desenvolvimento Integrado/PDDI-Lei nº 7.688/71, proposto em 1972. Criado para orientar e localizar as zonas, fazendo um estudo sobre a intensidade populacional, dimensões, taxa de ocupação e coeficiente de aproveitamento dos lotes.
Durante 40 anos não houve alterações significativas na legislação, somente em 13 de setembro de 2002, através do Plano Diretor de Desenvolvimento Estratégico - PDE, aprovado pela Lei nº 13.430, que fixou novas as diretrizes gerais relativas a respeito do uso e ocupação do solo. Essa política pública de desenvolvimento urbano deve ser seguida por todos os agentes públicos e privados que atuam no município de São Paulo.
Em 2014 foi aprovada a revisão do Plano Diretor Estratégico - PDE (Lei nº 16.050/14) e, na sequência, a revisão da lei de Zoneamento, a Lei de Parcelamento, Uso e Ocupação do Solo - LPUOS (Lei 16.402/16).
Esta lei tem como objetivo regular o desenvolvimento da cidade, formando polos industriais, comerciais e de serviços. Assim trazendo um desenvolvimento social e cultural, manutenção das características originais de alguns bairros, proteção ao meio ambiente; ou seja, uma configuração do espaço urbano pautada pelo interesse público que assegure o bem-estar equânime de seus habitantes.
Essas normas podem impedir a construção de edificações irregulares em todo território, sendo um instrumento legal população. É necessário saber o zoneamento em que se encontra o imóvel a ser alugado ou comprado para uso comercial, industrial ou de serviços.

## Zonas vigentes de 1971 a 2002
- Zona 1

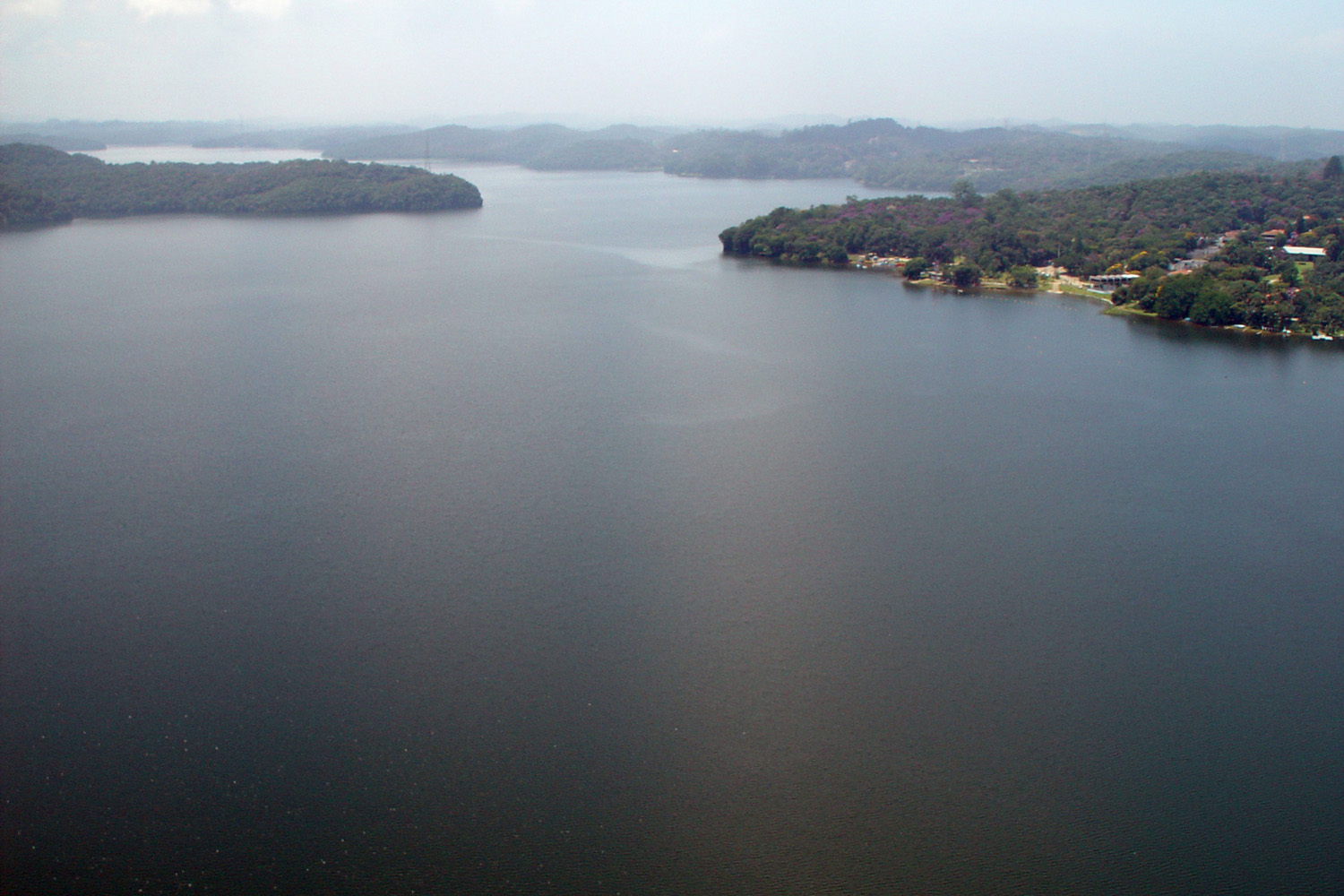
Represa Billings

Zona de uso estritamente residencial de densidade demográfica baixa. Regiões compostas por edificações unifamiliares de até 3 pavimentos, normalmente de alto padrão, contribuindo para a valorização das áreas lindeiras. Concentrados principalmente nas zonas Oeste e Centro-Sul.
Exemplos: Alto da Lapa, Alto de Pinheiros, Brooklin Velho, Chácara Flora, Cidade Jardim, City Boaçava, City Butantã, Jardim América, Jardim Europa, Jardim Paulistano, Planalto Paulista, Morumbi e Jardim da Saúde. Existem algumas destas áreas nas regiões Norte, como: City América, Jardim França, Jardim Guapira, Jardim São Bento, Palmas do Tremembé; e na zona centro-sul exemplo do Jardim da Glória.
- Zona 2

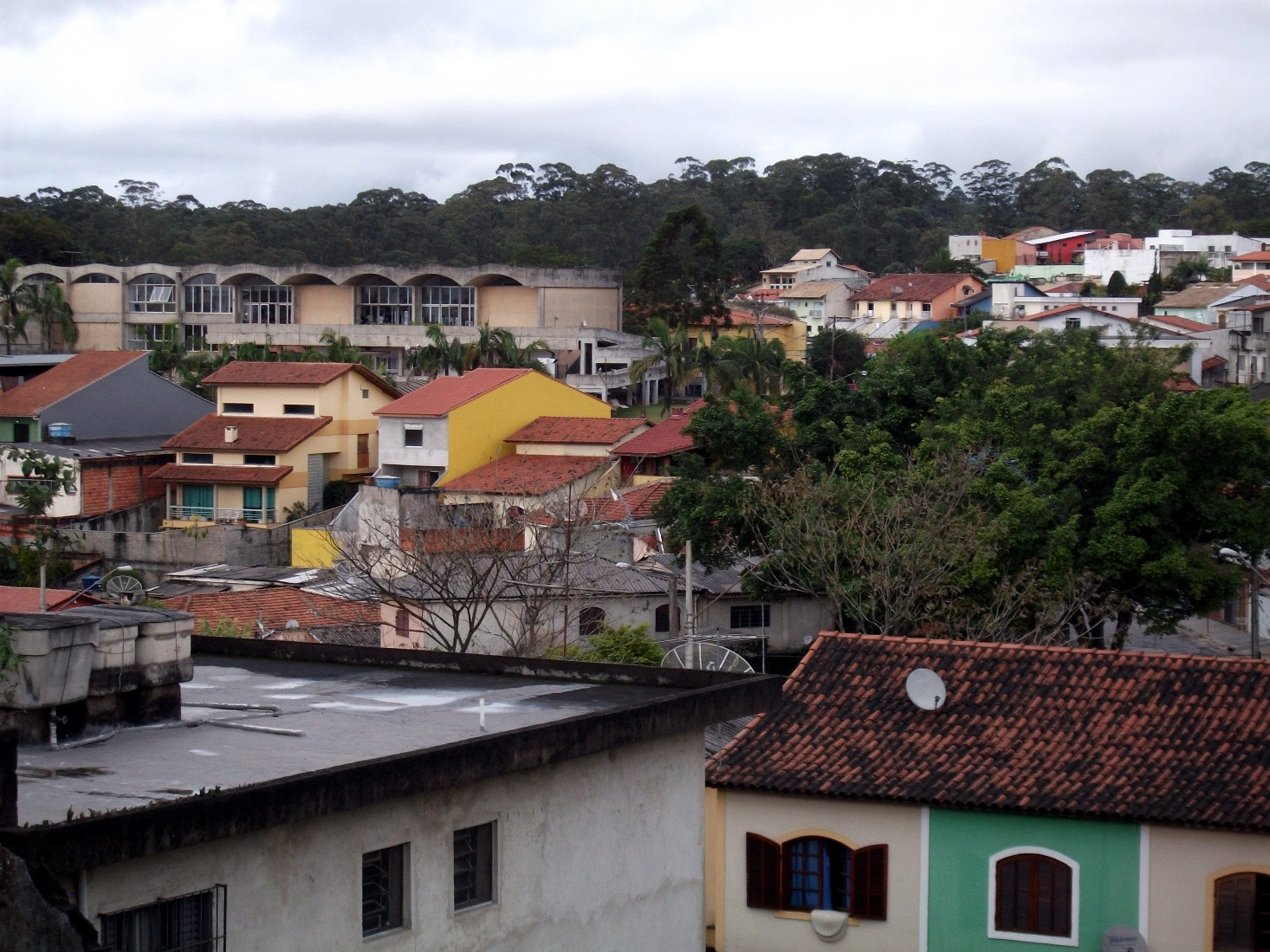
Parque do Carmo.

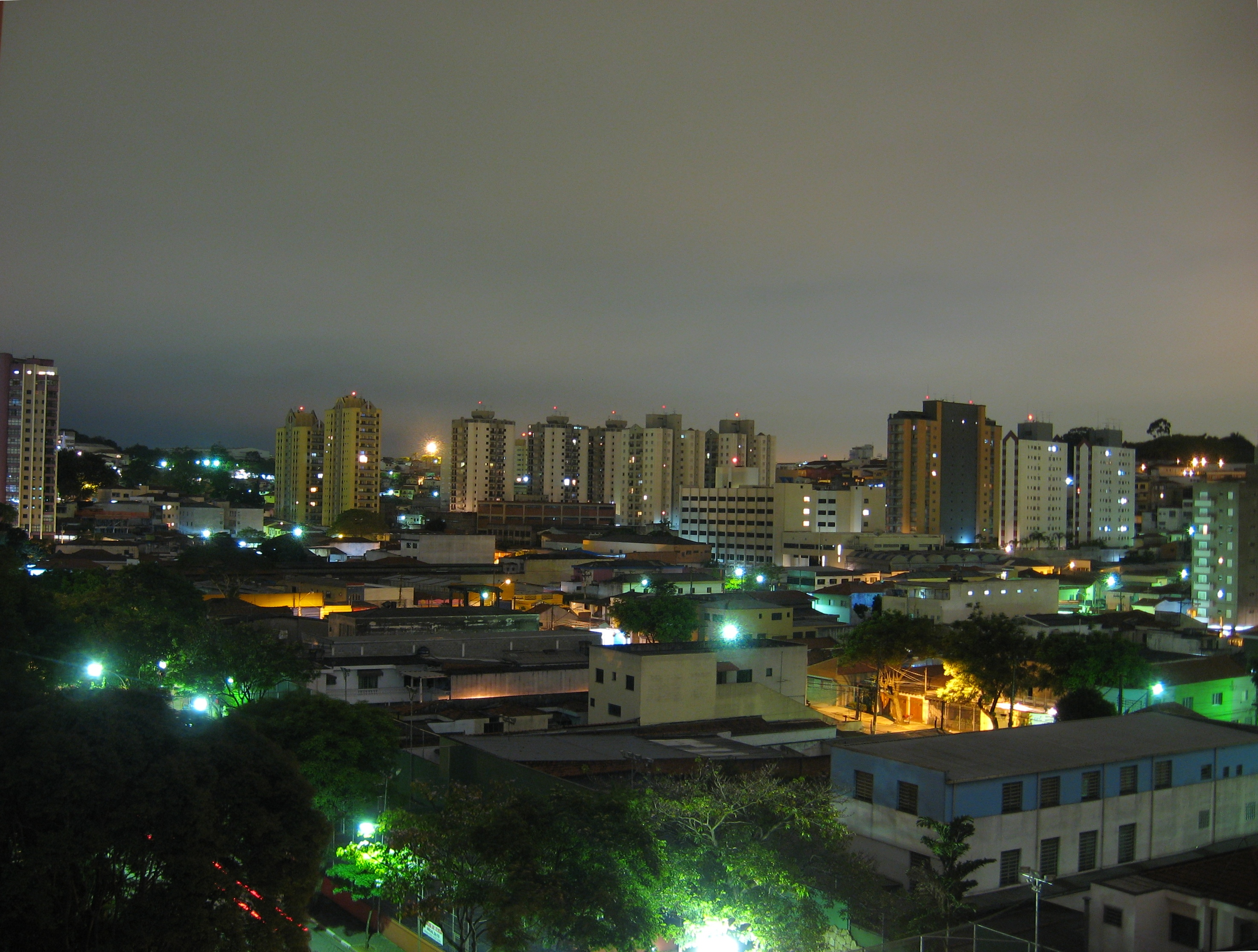
Casa Verde.

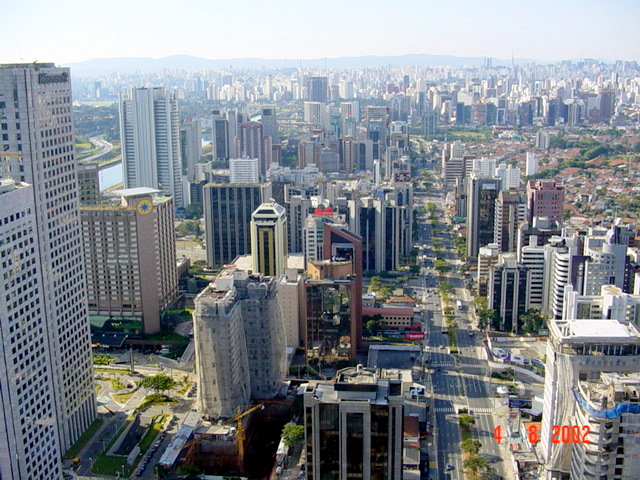
Brooklin.

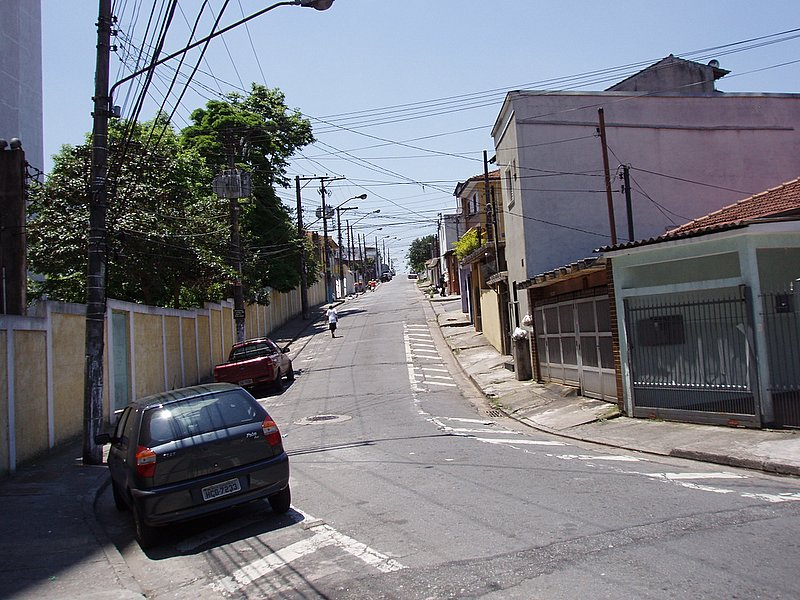
Vila Moraes.

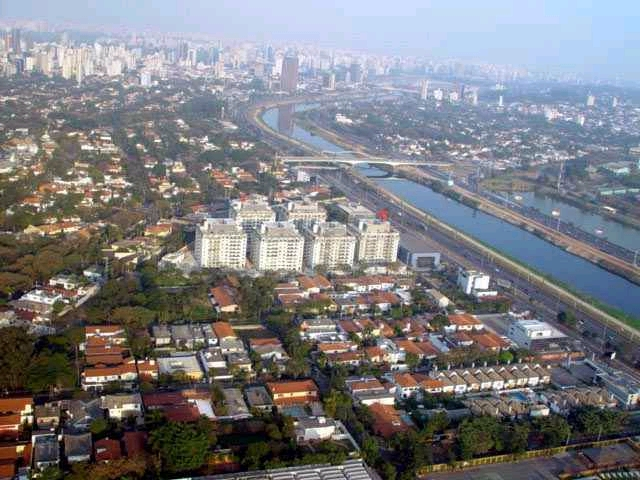
Alto de Pinheiros

Zona de uso predominantemente residencial de densidade demográfica baixa. Corresponde à parte da área urbana não incluída nos perímetros das demais zonas, caracterizando-se pela predominância residencial, sendo também permitidos usos comerciais, de serviços, industriais de pequeno porte e institucionais. Nesta zona, as edificações podem ter área construída máxima igual à área do lote, ocupando apenas metade do terreno, sendo permitido que, nos edifícios residenciais, a área construída seja o dobro da área do lote, com uma ocupação menor da superfície do lote. Regiões compostas por edificações unifamiliares de até 3 pavimentos, semelhante a zona 1, mas permitindo casas geminadas e comércio e serviços de âmbito local.
Presente em Vila Madalena, Alto da Lapa, Vila Olímpia, áreas próximas às represas Billings e Guarapiranga, ao Parque do Carmo e praticamente todo o limite norte da cidade próximo à reserva da Cantareira.
- Zona 3

Zona de uso predominantemente residencial, de densidade demográfica média. Permite um adensamento considerável, porque nela a edificação poderá ter uma área total construída máxima igual a duas vezes e meia a área do lote, possibilitando-se que, reduzida a ocupação da superfície do terreno, a área construída da edificação seja igual a quatro vezes a área do lote.
Destina-se à localização de atividades típicas de centros de bairros, as quais irão coexistir com a habitação horizontal ou vertical, presente em todas as regiões da cidade, como em Pinheiros, Perdizes, Lapa, Freguesia do Ó, Casa Verde, Santana, Vila Guilherme, Vila Maria, Tatuapé, Vila Carrão, Penha, Vila Prudente, Mooca, Ipiranga, Vila Mariana, Moema e Santo Amaro.
- Zona 4

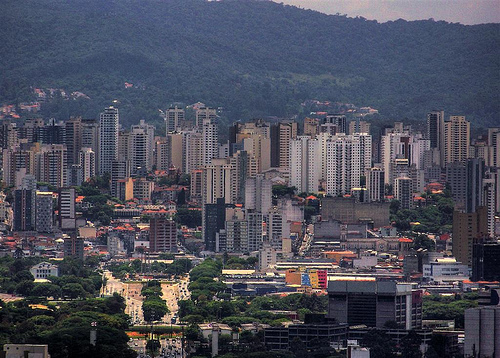
Santana.

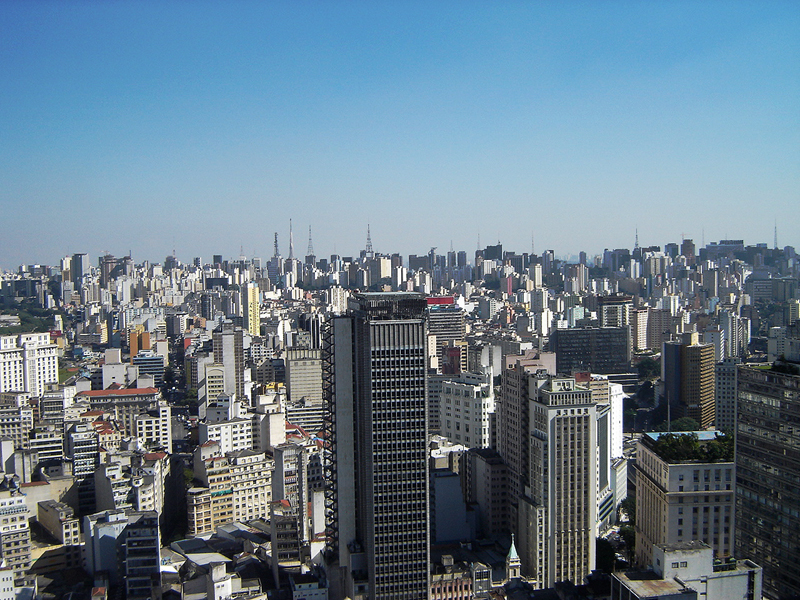
Zona Central de São Paulo.

Zona de uso misto, de densidade demográfica média-alta. Zona destinada à localização de atividades típicas de subcentros regionais, permitindo também usos residenciais. Nesta zona a edificação poderá ter área construída máxima igual a três vezes a área do lote; se reduzida a ocupação da superfície do terreno, o limite será de quatro vezes a área do lote.
Zoneamento presente em quase todas as regiões da cidade, excetuados os bairros situados à oeste do rio Pinheiros e a leste do Parque do Carmo. Exemplo dos bairros de: Pinheiros, Lapa, Freguesia do Ó, Santana, Vila Maria, Tatuapé, Penha, Mooca, Ipiranga, Vila Mariana, Moema e Santo Amaro.
- Zona 5

Zona de uso misto, de densidade demográfica alta. Zona destinada à localização de atividades típicas de áreas centrais, permitindo a coexistência entre a habitação e os usos não residenciais, podendo-se edificar uma área igual a três vezes e meia a área do lote e até quatro vezes, se reduzida a ocupação da superfície.
Presente nas áreas do Centro Velho, Centro Novo, Liberdade, Santa ifigênia, Campos Elísios, Consolação e quarteirões lindeiros à Avenida Paulista.
- Zona 6

Zona de uso predominantemente industrial. Nesta zona, os usos residenciais e os de comércio e serviço de âmbito local são permitidos com restrições maiores de instalação (quanto ao recuo) do que nas demais zonas, tendo em vista incentivar assim a instalação dos usos industriais e os comerciais e de serviços de grande porte. Pode-se ocupar 0,7 da superfície do lote e construir uma vez e meia a sua área.
Presente nas áreas adjacentes aos rios Pinheiros, Tietê e Tamanduateí e às rodovias Presidente Dutra, Fernão Dias, Anchieta e Anhanguera.
- Zona 7

Zona de uso predominantemente industrial. Esta zona é destinada exclusivamente a usos não residenciais, permitindo-se a edificação de até 0,8 da área do lote. Através da lei nº 9.300, de 24 de agosto de 1981, houve a introdução de regras específicas para estimular a ocupação organizada das atividades industriais.
Restrita a zona norte no limite oeste da reserva da Cantareira e na zona leste nas proximidades do Parque do Carmo.
- Zona 8

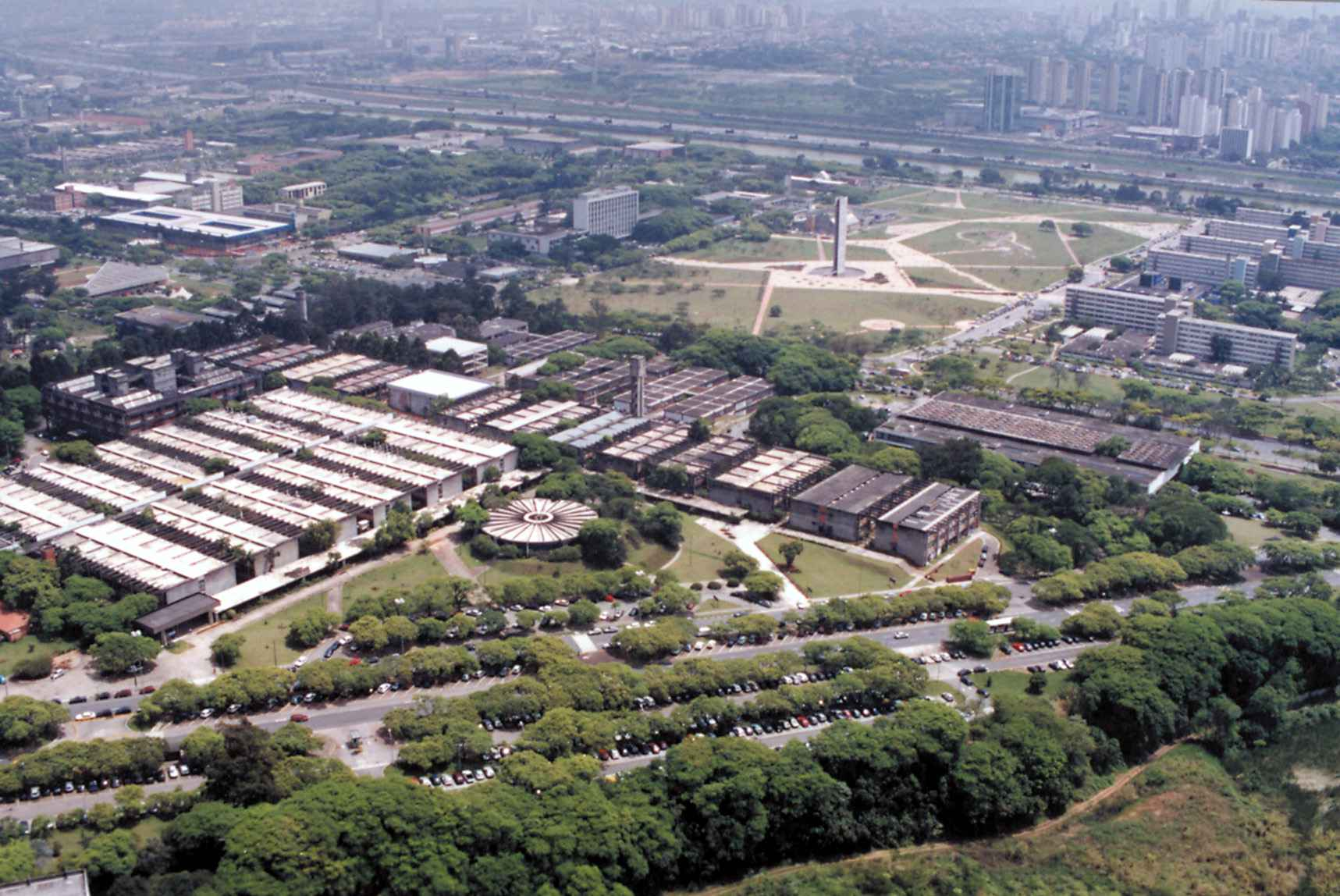
Cidade Universitária da USP.

Zona de usos especiais. Compreende áreas públicas, áreas livres estrategicamente localizadas, áreas rurais e corredores situados em transições do zoneamento. As diversas glebas situadas nesta zona
são passíveis de legislação específica para o uso e a ocupação do solo.
Estão situados neste zoneamento o Parque do Ibirapuera, o Aeroporto de Congonhas, a Invernada da Polícia Militar, Cidade Universitária da USP, a área do Center Norte, o Horto Florestal de São Paulo, a Fazenda do Carmo, o Parque do Estado e a favela de Paraisópolis.
- Zona 9

Zona de uso predominantemente residencial. Zona de uso admitindo-se apenas casas (isoladas e geminadas), comércio e serviços locais, com área construída máxima igual uma vez a área do lote.
È uma zona residencial ocupada horizontalmente, permitindo que coexistam, com comércio e serviços locais, a habitação unifamiliar isolada e a habitação geminada. A existência de comércio e serviços a nível local torna não prioritário o deslocamento por automóvel, possibilitando a manutenção de um ambiente residencial tranqüilo.
- Zona 10

Zona de uso predominantemente residencial de alta densidade. Zona de uso de alta densidade destinada às diversas categorias de uso residencial, tanto horizontalmente como vertical, permitindo edificar duas vezes e meia a área do lote, podendo chegar a quatro vezes, dependendo do tamanho do lote. Nesta zona de uso também são admitidos o comércio e o serviço de nível local (até 250,00 m2). Usos comerciais de pequeno porte são permitidos.
Presente nos bairros de: Alto de Pinheiros, Bela Vista, Brooklin e Moema.
- Zona 11

Zona de uso predominantemente residencial, de densidade demográfica baixa. Zona de uso semelhante à zona de uso Z2, dela se diferenciando pela proibição de instalação de serviços pesados e de uso industrial. É de predominância residencial, de baixa densidade, e permite quase todos os usos de comércio, serviços e institucionais.
Presente nos bairros de Engenheiro Goulart, Vila Moraes e em extensas áreas próximas às represas Billings e Guarapiranga.
- Zona 12

Zona de uso predominantemente residencial, de densidade demográfica média. Zona de uso equivalente à zona de uso Z3, com a proibição de uso industrial apresentando uma característica menos diversificada, mas admitindo uma densidade média de uso e ocupação ao estimular o remembramento de lotes.
- Zona 13

Zona de uso predominantemente residencial, de densidade demográfica média. Semelhante à Z2, criada com o objetivo de estimular áreas residenciais de densidade baixa, permitindo-se residências, edifícios residenciais e apenas o comércio e serviços de âmbito local, de forma a evitar o tumulto causado pelos usos diversificados incompatíveis com o uso residencial.
Presente em pequenos loteamentos situados no Alto da Lapa e no Alto de Pinheiros.
- Zona 14

Zona de uso predominantemente residencial, de densidade demográfica baixa. Zona de uso predominantemente residencial, permitindo somente a residência unifamiliar de área superior a 2.000 m², comércio e serviços de âmbito local e serviços pessoais e de saúde, podendo ser edificado apenas o correspondente a 26% da área do lote.
- Zona 15

Zona de uso estritamente residencial, de densidade demográfica baixa. Zona de uso destinada estritamente à residência unifamiliar, em lote com área mínima de 5.000m2 (cinco mil metros quadrados), podendo ser construída área igual a 12% da área do lote, pois esta zona está localizada dentro da faixa de proteção e às margens das represas.
O objetivo da criação desta zona foi garantir densidade rarefeita ( ocupação tipo chácaras) em glebas não urbanizadas e próximas ao limite da zona rural, a fim de manter o mais possível as condições naturais de topografia e vegetação. Presente em áreas de preservação dos mananciais próximas às represas Billings e Guarapiranga.
- Zona 16

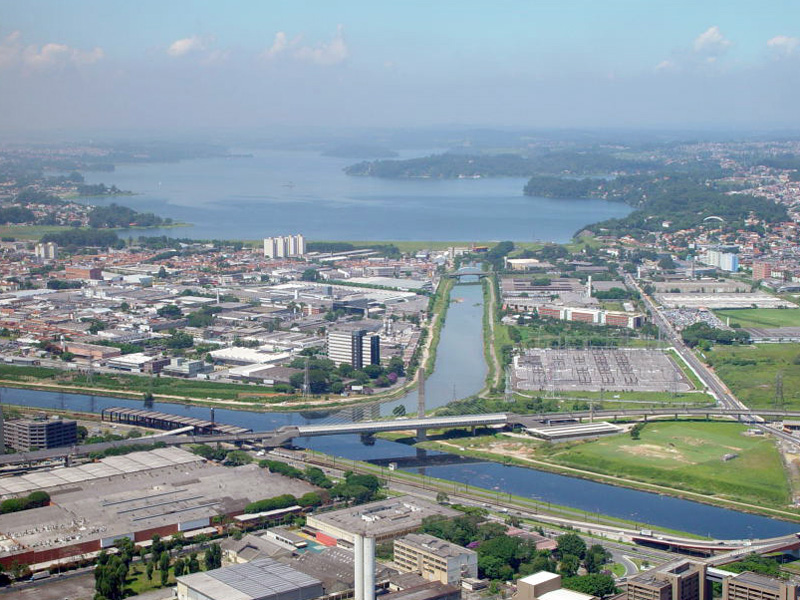
Represa Guarapiranga

Zona de uso coletivo de lazer. Zona de uso destinada exclusivamente ao lazer, em lotes com área mínima de 5.000 metros quadrados, podendo ser construído apenas o correspondente a 30% da área do lote.
O objetivo da criação desta zona foi permitir à população o acesso às margens de represas, com baixa densidade de ocupação, permitindo–se a implantação de restaurantes, serviços de aluguel de barcos, e outras atividades afins.
Presente em áreas de preservação dos mananciais próximas às represas Billings e Guarapiranga.
- Zona 17

Zona de uso predominantemente residencial de densidade demográfica baixa. Zona de uso predominantemente residencial, sendo permitido comércio e serviços de âmbito local e prédios residenciais com máximo de nove andares (25 metros de altura)
Zona destinada a servir como gradação dos usos e da intensidade de ocupação nos limites de zona estritamente residenciais, e também para garantir as características residenciais da áreas com média densidade. A área construída máxima no lote é igual à zona de uso Z2.
- Zona 18

Zona de uso predominantemente residencial de densidade demográfica baixa. Zona de uso predominantemente residencial, sendo permitido comércio e serviços de âmbito local e diversificado.
Esta zona tem a mesma característica da precedente (a Z17), sendo que, no entanto, permite além dos usos de âmbito local, alguns usos diversificados de comércio e serviços.
São enquadrados na Z18, os núcleos comerciais pertencentes a loteamentos aprovados, pois esta zona apresenta uma tipologia de usos mais compatível com uma vizinhança residencial. A área construída permitida no lote é a mesma da zona de uso Z2.
- Zona 19

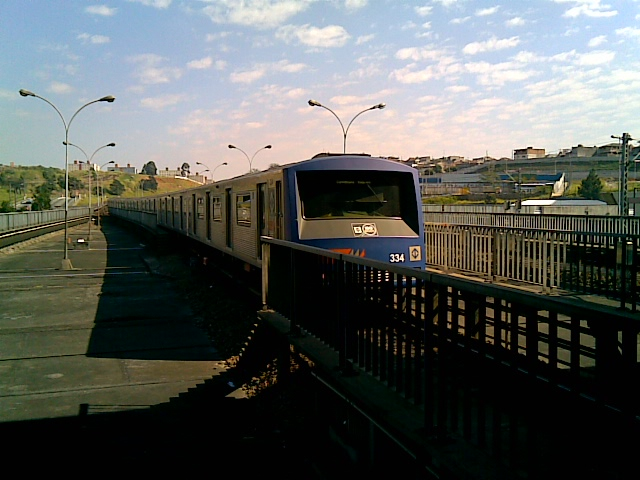
Itaquera

Zona de uso misto com predominância de comércio e serviços. Zona de uso criada visando um reordenamento espacial ao longo do ramal leste do metrô, cuja tipologia privilegia a implantação dos usos comercial e de serviços junto às estações.
Presente nos bairros de: Vila Matilde, Cidade Patriarca, Artur Alvim e Itaquera.

## Macrozoneamento e Zoneamento vigente
- PDE

O novo PDE tem como seu principal objetivo garantir a melhoria da qualidade de vida em todos os bairros. Nas áreas consolidadas, ele diminui o potencial construtivo e impõe um gabarito máximo, garantindo um limite para a produção imobiliária e a preservação da qualidade de vida ao mesmo tempo em que estabelece um aumento do potencial construtivo junto aos corredores de transporte público coletivo que chegam agora às periferias, tendo grande estímulo ao uso misto e à geração de empregos, além de garantias de socialização do espaço público.
- Zoneamento

Trata-se de uma mudança de escala de regulação: das Macroáreas e Eixos ao longo das redes de transporte no Plano Diretor, para quadras e lotes no Zoneamento, com objetivo de efetivar melhorias na qualidade de vida da população a partir do equilíbrio do funcionamento das atividades e da garantia de que as ações futuras na cidade venham acompanhadas de medidas de qualificação ambiental, social, econômica e cultural.